# Martial industrial
Le martial industrial (ou military pop) est un genre musical et une sous-culture des musiques industrielles. Il consiste à mélanger des éléments de la culture musicale savante (néoclassique, néofolk), populaire (rythmique militaire, électronique, heavy metal, punk) et des éléments plus industriels comme le dark ambient. Ce mélange est agrémenté de samples de discours de dirigeant politique et de chant militaire.
Les principaux acteurs de ce genre musical sont Laibach, Von Thronstahl, Arditi, Blood Axis, Auswalht, et Theusz. Ce genre musical est majoritairement répandu sur les scènes européennes, notamment en Allemagne et en Scandinavie.

## Histoire

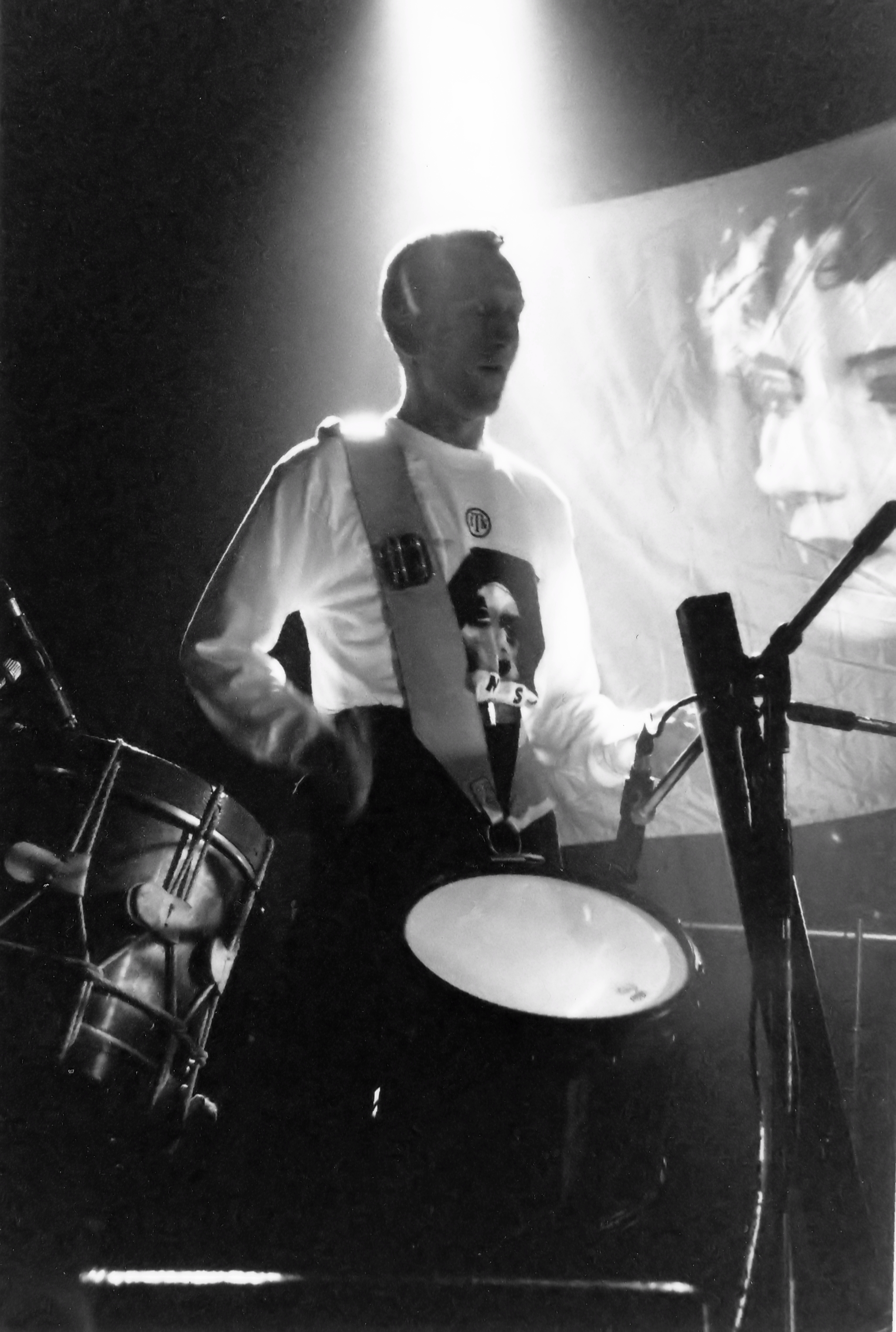
Le précurseur In the Nursery lors d'un concert en 1992.

Le genre émerge à la fin des années 1980 sous l'influence de la musique industrielle et de la dark wave. Jusqu'au milieu des années 1980, des groupes et artistes de la scène industriel, jusqu'alors moins populaires, fusionnent des éléments et des idées de l'industriel avec des éléments de genres musicaux issus de la scène gothique. Parmi eux, Marcus Stiglegger compte un martial industrial « très martial », qui reprend notamment les idées de Laibach, Vagina Dentata Organ, et In the Nursery.
Laibach popularise le style au début des années 1980 et donne une tonalité militaire à la musique industrielle,. Depuis, beaucoup de groupes suivent et enrichissent cette musique avec des éléments très variés, caractéristique de la volonté de mélanger des univers différents. Laibach crée notamment une micro-nation nommée NSK (Neue Slowenische Kunst) avec d'autres artistes, forme d'expérience et de mise en pratique de la philosophie des artistes et de leur mode de pensée,.
Cette idée remonte à la contre-culture hippie qui a émergé à la fin des années 1970 avec des artistes comme Frank Zappa. Par la suite, des groupes comme Cabaret Voltaire, Throbbing Gristle et d'autres ont fait évoluer le mouvement et ont permis à ce genre musical de développer différents courants comme l'électro-industriel, le metal industriel ou le dark ambient. La culture industrielle obtient une adhésion certaine auprès du public fréquentant les festivals de musique gothique, notamment pour les groupes d'électro-industriel, mais il ne faut cependant pas faire l'amalgame entre l'industriel et le mouvement gothique, ces deux mouvements n'ayant pas les mêmes influences musicales ni idéologiques.

## Caractéristiques
Ce style, au même titre que les autres musiques industrielles, fait l'objet de polémique sur son côté volontairement transgressif et sa possible adhésion à l'idéologie national-socialiste. Pourtant, certains acteurs de cette scène musicale se revendiquent totalement dénués de toute volonté de défendre une idéologie quelconque et se déclarent fondamentalement apolitiques. Alors que d'autres n'hésitent pas à afficher leurs positions radicales, tantôt à droite, tantôt à gauche.

## Idéologie
Le mouvement industriel, et plus spécifiquement le genre martial, se revendique apolitique. De nombreuses polémiques découlant de nombreux articles sur le web, ainsi que plus rarement des autorités elles-mêmes dans les pays où le style est pratiqué, assimilent ce genre à l'idéologie d'extrême droite de par l'imagerie et les thématiques qu'il explore. Plusieurs interprétations sont néanmoins possibles, la volonté des artistes reste avant tout de critiquer le système partisan de la vie politique et la démagogie, et de faire référence à des modèles de civilisations plus anciennes évidemment éloignées des valeurs des sociétés contemporaines. À savoir qu'à la différence des autres styles de musique industrielle, les groupes martiaux revendiquent un respect de la nation et mettent en avant des valeurs guerrières. Il n'en reste pas moins que ce genre, et plus largement le mouvement industriel, est inexistant dans les médias, notamment en France.